# Gare de Blain
La gare de Blain est une gare ferroviaire française, aujourd’hui fermée, de la ligne de Sablé à Montoir-de-Bretagne, située sur la commune de Blain, dans le département de la Loire-Atlantique en région Pays de la Loire.
L'ancien bâtiment voyageurs de cette gare est devenu le siège de la Communauté de communes de la Région de Blain.

## Situation ferroviaire
Établie à 31 mètres d'altitude, la gare de Blain était située au point kilométrique (PK) 399,881 de la ligne de Sablé à Montoir-de-Bretagne, entre les gares du Gâvre et de Bouvron, sur un tronçon de la ligne qui n'est plus exploité. Elle était également la gare terminus de la ligne de Blain à La Chapelle-sur-Erdre et de la ligne de Beslé à Blain (PK 456,6), ces deux lignes n'étant elles aussi plus exploitées.

## Histoire
La gare fut construit en 1877, pour l'inauguration de la ligne de Sablé à Montoir-de-Bretagne. Puis deviendra un nœud ferroviaire avec l'ouverture de la ligne de Blain à La Chapelle-sur-Erdre en 1901, suivit neuf ans plus tard de la ligne de Beslé à Blain.
En 1939, le trafic voyageurs cesse définitivement sur l'axe Beslé/Blain/La Chapelle.
En 1952, c'est le trafic fret qui arrête toute activité sur le même axe, tandis que la liaison Châteaubriant/Montoir qui transite par Blain est définitivement fermée.

## Service des voyageurs
La gare est fermée à tout trafic depuis 1952.